# 1997 en musique
| \| • Retour à la chronologie générale de la musique populaire • \| |
| XXIe siècle • XXe siècle • XIXe siècle • XVIIIe siècle XVIIe siècle • XVIe siècle • XVe siècle • XIVe siècle XIIIe siècle • XIIe siècle • XIe siècle • Xe siècle IXe siècle • VIIIe siècle • Haut Moyen Âge • Rome • Grèce |
| • Retour à la chronologie générale de la musique populaire • |

| • Retour à la chronologie générale de la musique populaire • |

| Années de la musique populaire : 1994 - 1995 - 1996 - 1997 - 1998 - 1999 - 2000    |
| Décennies de la musique populaire : 1960 - 1970 - 1980 - 1990 - 2000 - 2010 - 2020 |

Cet article présente les faits marquants de l'année 1997 en musique.

## Faits marquants

### En France
- Environ 42 millions de singles et 115 millions d'albums sont vendus en France en 1997[1].
- Premiers succès de Lara Fabian (Tout), Louise Attaque (J't'emmène au vent) et Anggun (La neige au Sahara)
- 28 juillet : lors d'un concert en plein air à Ajaccio, un jeune homme tire avec une carabine à plombs sur Pascal Obispo et le blesse au visage.
- Décès de Barbara.

### Dans le monde
- Premiers succès de Ricky Martin (María), Andrea Bocelli (Con te partirò), Will Smith (Men in black), Puff Daddy (Can't nobody hold me down) et Destiny's Child (No, no, no).
- La chanson Candle in the wind d’Elton John devient le single le plus vendu depuis la création des hit-parades.
- Blood on the dance floor de Michael Jackson devient l'album de remixes le plus vendu de tous les temps.
- Décès de The Notorious B.I.G., Jeff Buckley, Israel Kamakawiwoʻole, John Denver et Michael Hutchence.

## Disques sortis en 1997
- Albums sortis en 1997
- Singles sortis en 1997

## Succès de l'année en France (Singles)

### Chansons classées Numéro 1
Cette liste présente, par ordre chronologique, tous les titres s'étant classés à la première place du Top 50 durant l'année 1997.
- Gala : Freed from desire
- Madonna : Don't cry for me Argentina
- Gala : Let a boy cry
- Andrea Bocelli : Con te partirò
- Ricky Martin : María
- Wes : Alane
- Will Smith : Men in black
- Elton John : Candle in the wind 1997
- Florent Pagny : Savoir aimer
- Aqua : Barbie Girl

### Chansons francophones
Cette liste présente, par ordre alphabétique, tous les titres francophones s'étant classés parmi les 15 premières places du Top 50 durant l'année 1997.
- 2Be3 : Partir un jour
- 2Be3 : Toujours là pour toi
- 2Be3 : Donne
- 2Be3 : La salsa
- 2Be3 : Pour être libre
- Akhenaton & La Fonky Family : Bad boys de Marseille
- Alliage : Baïla
- Alliage : Lucy
- Alliage : Le temps qui court
- Alliage & Boyzone : Te garder près de moi
- Andrea Bocelli & Hélène Ségara : Vivo per lei
- David Charvet : Should I leave
- Florent Pagny : Savoir aimer
- G-Squad : Aucune fille au monde
- IAM : L’empire du côté obscur
- Jane Fostin : La taille de ton amour
- Khaled : Aïcha
- Lara Fabian : Tout
- Lara Fabian : Je t’aime
- Le Festival Roblès : Aii… tchaaa !!
- Les Chevaliers du fiel : Je te prendrai nue dans la Simca 1000
- Les Minikeums : Ma Mélissa
- MC Solaar : Les temps changent
- Méli Mélo : La dance d’Hélène
- Mylène Farmer : Rêver
- Mylène Farmer & Khaled : La poupée qui fait non
- Noir Désir : L’homme pressé
- Ophélie Winter : Shame on U
- Pascal Obispo : Lucie
- Passi : Je zappe et je mate
- Patricia Kaas : Quand j’ai peur de tout
- Phénoménal Club : Il est vraiment phénoménal
- Poetic Lover : Prenons notre temps
- Poetic Lover : Qu’il en soit ainsi
- Teri Moïse : Je serai là
- Top Boys : Le feu ça brûle

### Chansons non francophones
Cette liste présente, par ordre alphabétique, tous les titres non francophones s'étant classés parmi les 10 premières places du Top 50 durant l'année 1997.
- 3T : I need you
- Andrea Bocelli : Con te partirò
- Aqua : Barbie Girl
- Bee Gees : Alone
- Bellini : Samba de Janeiro
- Céline Dion  & Barbra Streisand : Tell him
- Da Hool : Meet her at the love parade
- Daft Punk : Da Funk
- Daft Punk : Around the world
- Domino : Baïla baïla comigo
- Down Low : Vision of life
- Elton John : Candle in the wind 1997
- Era : Ameno
- Eternal : I wanna be the only one
- Faithless : Insomnia
- Felicidad : Dam dam deo
- Gala : Freed from desire
- Gala : Let a boy cry
- Gala : Come into my life
- Grungerman : Girls in love
- Hanson : MMMBop
- Hanson : I will come to you
- Hermes House Band : I will survive
- Joe Cocker : N’oubliez jamais
- Madonna : Don't cry for me Argentina
- Michael Jackson : Blood on the dancefloor
- Milk Inc.  : La vache
- Nathalie Cardone : Hasta siempre
- No Doubt : Don’t speak
- Paradisio : Baïlando
- Puff Daddy & Faith Evans : I’ll be missing you
- Ricky Martin : María
- Ricky Martin : Te extraño, te olvido, te amo
- Sash! : Encore une fois
- Shola Ama : You might need somebody
- Spice Girls : Say you’ll be there
- Spice Girls : 2 become 1
- Spice Girls : Spice up your life
- Toni Braxton : Un-break my heart
- Ultimate Kaos : Casanova
- Ultra Naté : Free
- Warren G : What’s love got to do with it
- Wes : Alane
- White Town : Your woman
- Will Smith : Men in black
- Worlds Apart : Everlasting love
- Worlds Apart : Quand je rêve de toi

## Succès de l'année en France (Albums)
Cette liste présente, par ordre alphabétique, les albums sortis en 1997 ayant obtenu une certification Platine ou Diamant en France.

### Disques de diamant (Plus d'un million de ventes)
- André Rieu : Valses
- Andrea Bocelli : Romanza
- Céline Dion : Let's Talk about Love
- Era : Era
- Florent Pagny : Savoir aimer
- IAM : L'École du micro d'argent
- James Horner : Titanic
- Jean-Jacques Goldman : En passant
- Lara Fabian : Pure
- Zucchero : The best of Zucchero sugar fornaciari's greatest hits

### Doubles disques de platine (Plus de 600.000 ventes)
- 2Be3 : Partir un jour
- Dalida : Les années Orlando
- Eros Ramazzotti : Eros
- Michel Sardou : Salut
- Mylène Farmer : Live à Bercy
- Patricia Kaas : Dans ma chair
- Spice Girls : Spiceworld
- The Corrs : Talk on Corners

### Disques de platine (Plus de 300.000 ventes)
- Alliage : L'album
- Aqua : Aquarium
- Ben Harper : The Will to Live
- Daft Punk : Homework
- Dalida : 40 succès en or
- Gilbert Montagné : Le meilleur
- Janet Jackson : The Velvet Rope
- Joe Cocker : Accross from Midnight
- Julien Clerc : Julien
- Le Zénith des Enfoirés
- MC Solaar : Paradisiaque
- Michael Jackson : Blood on the Dance Floor
- Passi : Les Tentations
- Poetic Lover : Amants poétiques
- Ricky Martin : A medio vivir
- Sol En Si 97
- Texas : White on Blonde
- The Verve : Urban Hymns
- U2 : Pop
- Will Smith : Big Willie Style
- Worlds Apart : Don't Change II

## Succès internationaux de l’année
Cette liste présente, par ordre alphabétique, les trente titres et albums ayant eu le plus de succès dans les charts internationaux en 1997,.

### Singles
- Aqua : Barbie Girl
- Backstreet Boys : Everybody (Backstreet's back)
- Backstreet Boys : As long as you love me
- Backstreet Boys : Quit playing games (with my heart)
- Chumbawamba : Tubthumping
- Coolio : C U when U get there
- Elton John : Candle in the wind 1997
- En Vogue : Don't let go (Love)
- Hanson : MMMBop
- Jewel : You were meant for me
- Madonna : Don't cry for me Argentina
- Mariah Carey : Honey
- Meredith Brooks : Bitch
- Michael Jackson : Blood on the dance floor
- No Doubt : Don't speak
- Oasis : D'you know what I mean?
- P Diddy & Faith Evans : I'll be missing you
- R Kelly : I believe I can fly
- Ricky Martin : María
- Savage Garden : I want you
- Spice Girls : 2 become 1
- Spice Girls : Spice up your life
- The Cardigans : Lovefool
- The Notorious B.I.G. & P Diddy : Mo money mo problems
- The Verve : Bitter sweet symphony
- Third Eye Blind : Semi-charmed life
- U2 : Discothèque
- Usher : You make me wanna...
- White Town : Your woman
- Will Smith : Men in black

### Albums
- Aerosmith : Nine lives
- Andrea Bocelli : Romanza
- Aqua : Aquarium
- Backstreet Boys : Backstreet's back
- Bob Dylan : Time out of mind
- Buena Vista Social Club : Buena Vista Social Club
- Celine Dion : Let's talk about love
- Depeche Mode : Ultra
- Elton John : The big picture
- Hanson : Middle of nowhere
- Janet Jackson : The velvet rope
- Live : Secret samadhi
- Mariah Carey : Butterfly
- Matchbox Twenty : Yourself or someone like you
- Metallica : ReLoad
- Michael Jackson : Blood on the dance floor
- N Sync : N Sync
- Oasis : Be here now
- P Diddy : No way out
- Radiohead : OK Computer
- Romeo + Juliet
- Savage Garden : Savage Garden
- Spice Girls : Spiceworld
- The Corrs : Talk on corners
- The Notorious B.I.G. : Life after death
- The Prodigy : The fat of the land
- The Rolling Stones : Bridges to Babylon
- The Verve : Urban hymns
- U2 : Pop
- Wu-Tang Clan : Wu-Tang forever

## Récompenses
- États-Unis : 40e cérémonie des Grammy Awards
- États-Unis : American Music Awards 1997 (en)
- États-Unis : 1997 MTV Video Music Awards (en)
- Europe : MTV Europe Music Awards 1997
- Europe : Concours Eurovision de la chanson 1997
- France : 13e cérémonie des Victoires de la musique
- Québec : 19e gala des prix Félix
- Royaume-Uni : Brit Awards 1997

## Formations et séparations de groupes
- Groupe de musique formé en 1997
- Groupe de musique séparé en 1997

## Naissances
- 3 janvier : Cinco, rappeur français
- 6 janvier : Oboy, rappeur et chanteur français
- 11 janvier : Cody Simpson, chanteur australien
- 13 janvier : Rémy, rappeur français
- 20 janvier : Blueface, rappeur et danseur américain
- 25 janvier : Diddi Trix, rappeur français
- 16 février: Riffi, rappeur et chanteur néerlandais
- 27 février : Nelick rappeur français
- 3 mars : Camila Cabello, chanteuse américaine
- 7 mars : Zed Yun Pavarotti, chanteur et rappeur français
- 21 mars : Martina Stoessel, chanteuse argentine
- 4 avril : Victor Leksell, chanteur suédois.
- 15 avril : PLK, rappeur français
- 3 mai : Desiigner, rappeur et chanteur américain
- 5 mai : Innoss'B, chanteur et danseur congolais.
- 15 mai : Smokepurpp, rappeur et chanteur américain
- 19 mai : Omah Lay, chanteur nigérian
- 7 juin : Raska, vidaste web, cadreur et monteur français
- 11 juin : Kodak Black, rappeur et chanteur américain
- 10 juillet : Timal, rappeur et chanteur français
- 23 août : Lil Yachty, rappeur et chanteur américain
- 26 août : Cordae, rappeur et chanteur américain
- 25 septembre : Zamdane, rappeur et chanteur marocain
- 2 octobre : Dardan, rappeur germano-albanais
- 23 octobre : Apache 207, rappeur allemand
- 9 novembre : Yuzmv, rappeur et chanteur français
- 10 novembre : Joost Klein, chanteur, musicien, écrivain et ancien vidéaste web néerlandais
- 22 novembre : Smeels, rappeur et chanteur français
- 27 novembre : Leto, rappeur et chanteur français
- 3 décembre : Guy2Bezbar, rappeur, chanteur et footballeur
- 16 décembre : Yeule, autrice-compositrice-interprète singapourienne.
- 19 décembre: Kodes, rappeur français
- 22 décembre : Thabiti, rappeur et chanteur français

## Décès
- 1er janvier : Townes Van Zandt, chanteur, auteur et compositeur américain de musique country.
- 2 janvier : Randy California, guitariste, chanteur et compositeur de rock américain.
- 14 janvier : Emil Stern, compositeur, pianiste et chef d’orchestre français.
- 23 janvier : Richard Berry, chanteur de rhythm & blues américain.
- 30 janvier : Jean Constantin, auteur-compositeur-interprète français.
- 23 février : Tony Williams, batteur de jazz américain.
- 9 mars : The Notorious B.I.G., rappeur américain.
- 10 mars : LaVern Baker, chanteuse américaine de rhythm and blues.
- 29 mai : Jeff Buckley, chanteur américain.
- 26 juin : IZ, chanteur hawaien.
- 12 octobre : John Denver, chanteur de country américain.
- 19 octobre : Glen Buxton, guitariste américain du groupe de heavy metal Alice Cooper.
- 22 novembre : Michael Hutchence, chanteur et leader du groupe de rock australien INXS.
- 24 novembre : Barbara, chanteuse française.

- 1er décembre : Stéphane Grappelli, violoniste et jazzman français.